# Chiesa di Santa Maria in San Giovannino
La chiesa di Santa Maria in San Giovannino era una chiesa conventuale di Roma, che si trovava all'angolo tra via delle Mercede e via del Moretto, nel rione Colonna, demolita nel XIX secolo. Era dedicata alla Vergine Maria e, in precedenza, a Giovanni Battista. 

## Storia

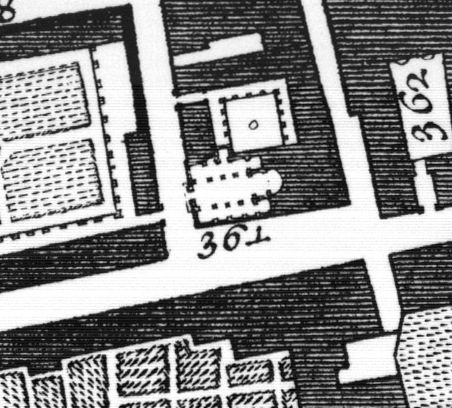
Mappa del Nolli (1748). La chiesa è indicata con il numero 361.

Si sa poco di questa chiesa e le informazioni che esistono sono equivoche.
Ad esempio, Mariano Armellini menziona che questa chiesa sarebbe la stessa di San Giovanni in Cliveo Plumbeo e che farebbe parte del monastero di San Silvestro in Capite, ma entrambe le affermazioni non sono corrette. Inoltre rimase in funzione fino alla fine del XVIII secolo e non fu demolita nel XVI o XVII secolo come si credeva.
Prima del XIII secolo era qui che si trovava la famosa reliquia della testa di san Giovanni Battista, motivo per cui era chiamata  San Giovanni in Capite. La prima attestazione della presenza della testa nel sito risale al 1140, ma la leggenda narra che sia arrivata a Roma per mano di alcuni monaci bizantini espatriati nell'VIII secolo. Gli studiosi, però, concentrarono le loro teorie sulla testa di un martire detto "San Giovanni Padre", che veniva venerato sotto l'altare della sua basilica nell'Alto Medioevo.
Si trovava nella Catacomba ad clivum Cucumeris, sulla Salaria Vetus, e la tesi prevalente è che questa testa sarebbe stata portata a Roma nell'VIII o IX secolo e identificata in modo errato. La reliquia venne trasferita nella vicina San Silvestro in Capite nel XIII secolo, più o meno nello stesso periodo in cui le clarisse rilevarono il vicino monastero, il che spiega perché la chiesa non fu riconsacrata a San Giovanni nonostante ospitasse una reliquia di uno dei più importanti santi cristiani. Ancora nel Medioevo la chiesa venne denominata "San Giovannino" per le sue piccole dimensioni.
Nel 1578 la chiesa era oramai sconsacrata e abbandonata. In quell'anno si sparse la voce che era stato compiuto un miracolo da una delle immagini della Madonna ancora sul posto e la devozione che ne derivò portò alla ristrutturazione dell'edificio con una nuova dedicazione (Santa Maria in San Giovannino), opera patrocinata dal cardinale Guido Pepoli, tesoriere di papa Sisto V (r. 1585-1590). In principio la chiesa era affidata alla Compagnia della Dottrina Cristiana, che la utilizzava come centro delle proprie attività catechetiche.
Tuttavia, durante il pontificato di papa Paolo V (r. 1605-1621), il complesso fu consegnato ai mercedari scalzi del Regno di Spagna e posto sotto la protezione del re di Spagna. Questo ordine mendicante era un movimento riformato all'interno dell'ordine mercedario, fondato da San Pietro Nolasco nel 1218, e il convento ne divenne la sede a Roma. Secondo gli attuali mercedari, il piccolo monastero fu chiuso dagli occupanti francesi subito dopo il loro arrivo nel 1798. Tuttavia l'edificio sopravvisse e cominciò a essere utilizzato come dipendenza del Palazzo delle Poste a Piazza di San Silvestro, sede delle poste pontificie, dove era situato nell'ex convento di San Silvestro nel 1888 Sembra che in questo periodo la chiesa venne demolita e sostituita dall'edificio in loco.

## Descrizione

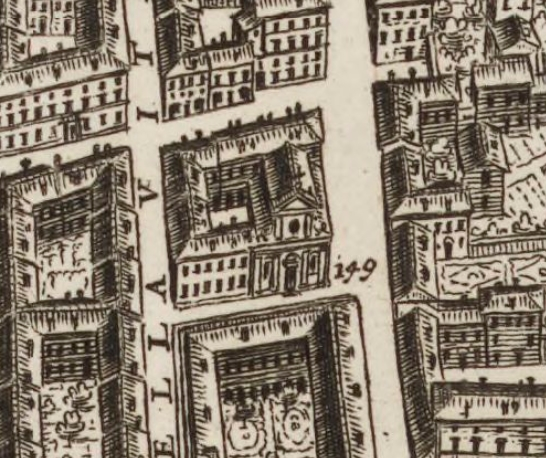
Mappa di Giovanni Battista Falda (1676)

La chiesa era orientata ovest-est, con l'ingresso principale su via del Moretto; l'edificio attuale corrisponde esattamente alla pianta dell'antica chiesa situata in questo angolo.
Nonostante le sue piccole dimensioni, la chiesa aveva una pianta basilicale, con facciata a due piani con pilastri e volute. Il piano superiore aveva una grande finestra rettangolare ed era coronato da un frontone triangolare. Sull'architrave della facciata c'era l'iscrizione "ECCLESIA S. MARIAE IN S. IOHANNINO / ET HOSPITIUM EXCALCEATORUM B. / MARIAE DE MERCEDE REDEMPTIONIS / CAPTIVORUM PROVINCIAE HISPANIARUM / SUB PROTECTIONE REGIS CATHOLICI".
C'era una navata centrale a quattro campate e due laterali; le colonne dell'arcata (tre per lato) erano, secondo i documenti, antiche di spoglio, in granito. La navata laterale a nord aveva due cappelle esterne e alla fine di ciascuna navata c'erano altre due cappelle, una su ciascun lato del presbiterio.
Vi era un arco trionfale, con grandi pilastri, che separava la navata dal presbiterio, che terminava con un'abside. La pala dell'altare maggiore era una "Vergine Maria in preghiera", di Paris Nogari. All'interno dipinse anche una "Nascita della Vergine" e una "Presentazione della Beata Vergine Maria". C'erano anche opere di Giovanni Baglione e Felice Santelli, oltre a una Incoronazione della Vergine" di Giacomo Stella.
Il convento era organizzato attorno a un chiostro poco più a nord della chiesa, che aveva camminamenti ad arcate sui lati nord, ovest e sud e una fontana al centro. Il convento misurava appena un quarto del vicino convento delle clarisse a San Silvestro.